# Gevangenpoort
La Gevangenpoort (Porta dei prigionieri) è una ex porta e prigione medievale del Buitenhof a L'Aia nei Paesi Bassi. Si trova nelle vicinanze della galleria d'arte del XVIII secolo fondata da Guglielmo V di Orange-Nassau nel 1774 e nota come Galleria del principe Guglielmo V. Oggi ospita un museo della prigione.

## Storia della prigione

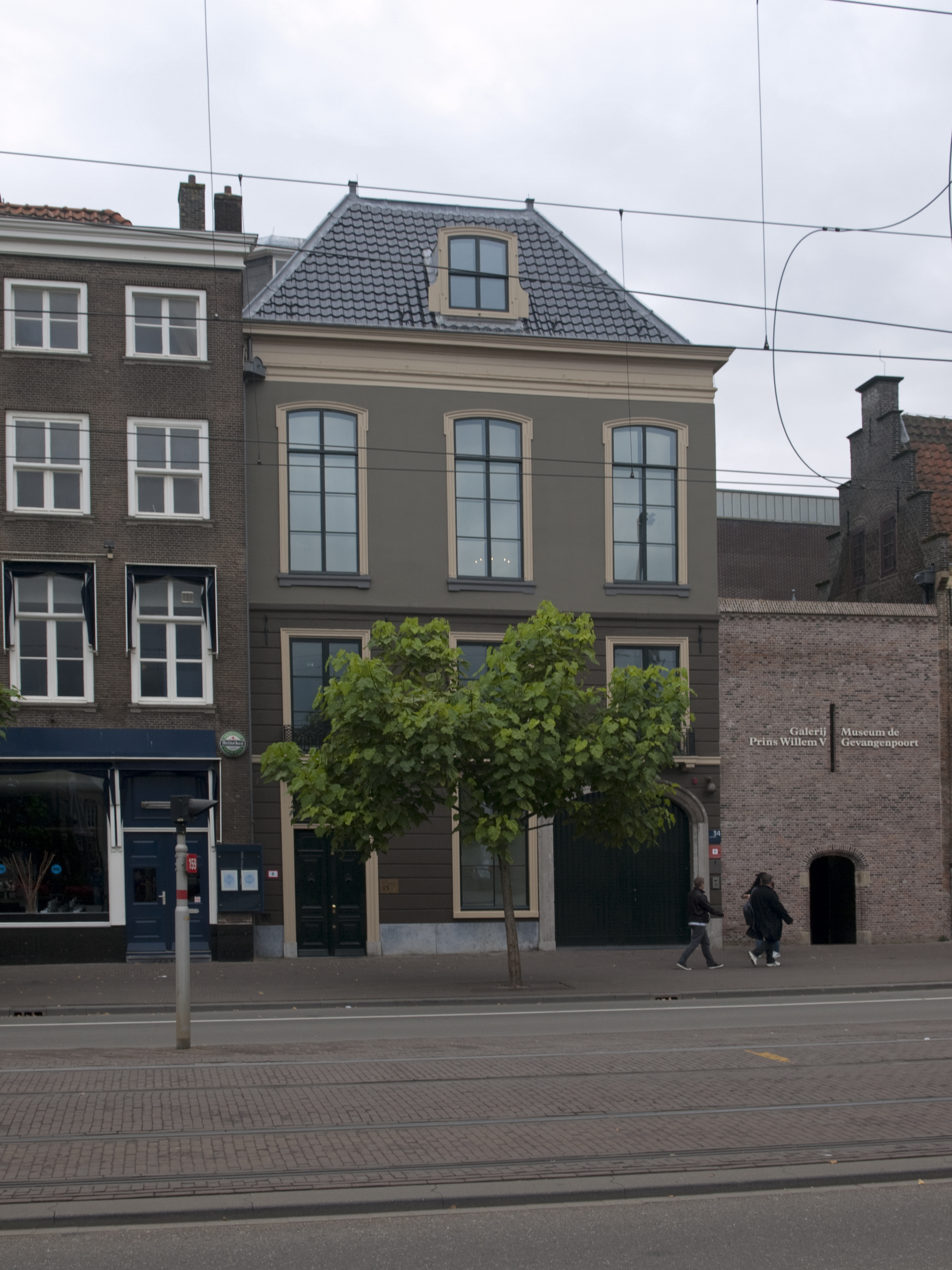
Il nuovo ingresso sia alla Galerij Prins Willem V che al Museum Gevangenpoort

Dal 1420 al 1828 la prigione venne utilizzata per detenere persone che avevano commesso reati gravi, mentre erano in attesa di condanna.
Il suo prigioniero più famoso fu Cornelis de Witt, detenuto con l'accusa di aver complottato l'assassinio dello Statolder. Venne  linciato, insieme al fratello Johan, il 20 agosto 1672 sulla piazza di fronte al palazzo chiamato' Groene zoodje, nei pressi del tappeto di erba utilizzato per il patibolo. Quando le esecuzioni pubbliche passarono di moda l'area venne utilizzata per costruire la "Witte Society", un club di letteratura che esiste ancora oggi, ma che ha dovuto spostarsi quando è stata costruita la strada nel 1923.
Nel 1882 il Gevangenpoort divenne un museo prigione. The "gate" function was lost in 1923 when the houses adjoining the Hofvijver were taken down to build the street that now allows busy traffic to run by it.

## Galleria d'arte
Dal 2010 i visitatori del museo possono vedere la restaurata galleria d'arte accessibile attraverso una speciale scala che collega i due edifici. La collezione esposta è una ricostruzione moderna dei mobili d'arte originali del 1774 che era situata al primo piano sopra la scuola di scherma. I dipinti sono di nuovo al piano di sopra, ammassati sulle pareti nello stile del tardo XVIII secolo. Nel 1822 la collezione (allora si chiamava Koninklijk Kabinet van Schilderijen te 's-Gravenhage) venne spostata al Mauritshuis, che rimane il proprietario formale dei dipinti esposti. Durante le attività di restauro, le parti salienti della collezione permanente Mauritshuis sono state esposte temporaneamente nella galleria.

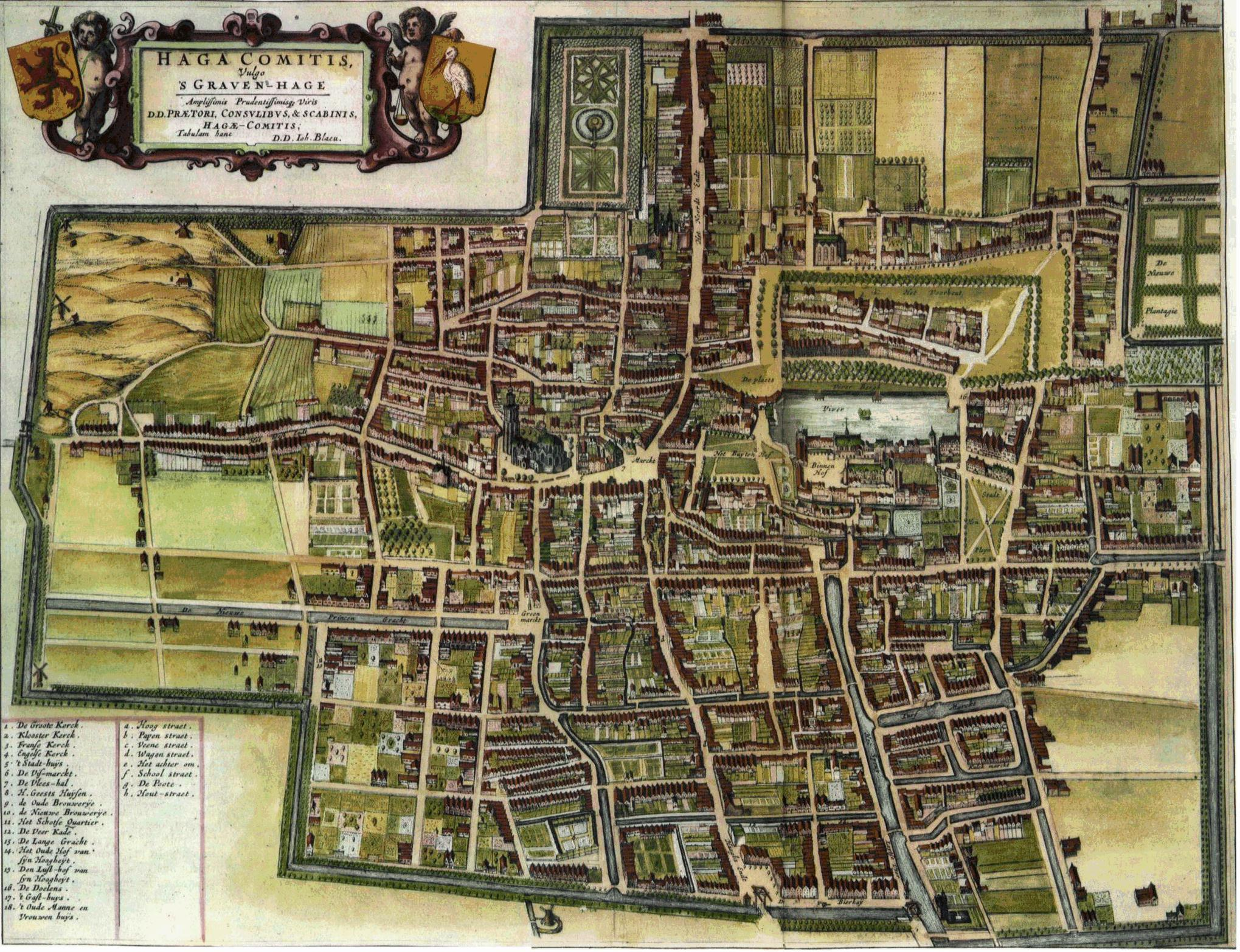
Su questa mappa di Joan Blaeu del 1652, si vede l'ingresso adiacente all'Hofvijver.
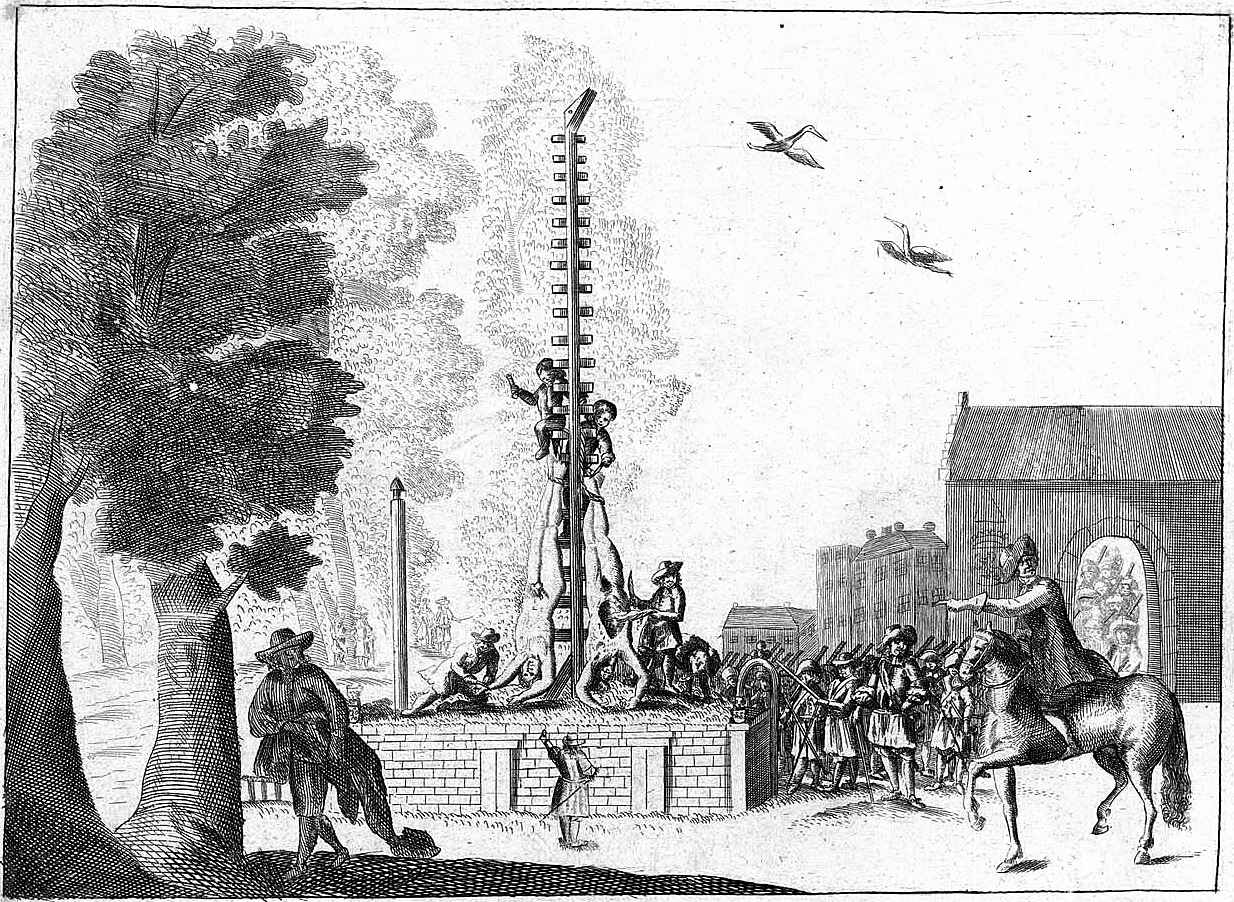
I fratelli De Witt sul "Groene Zoodje".
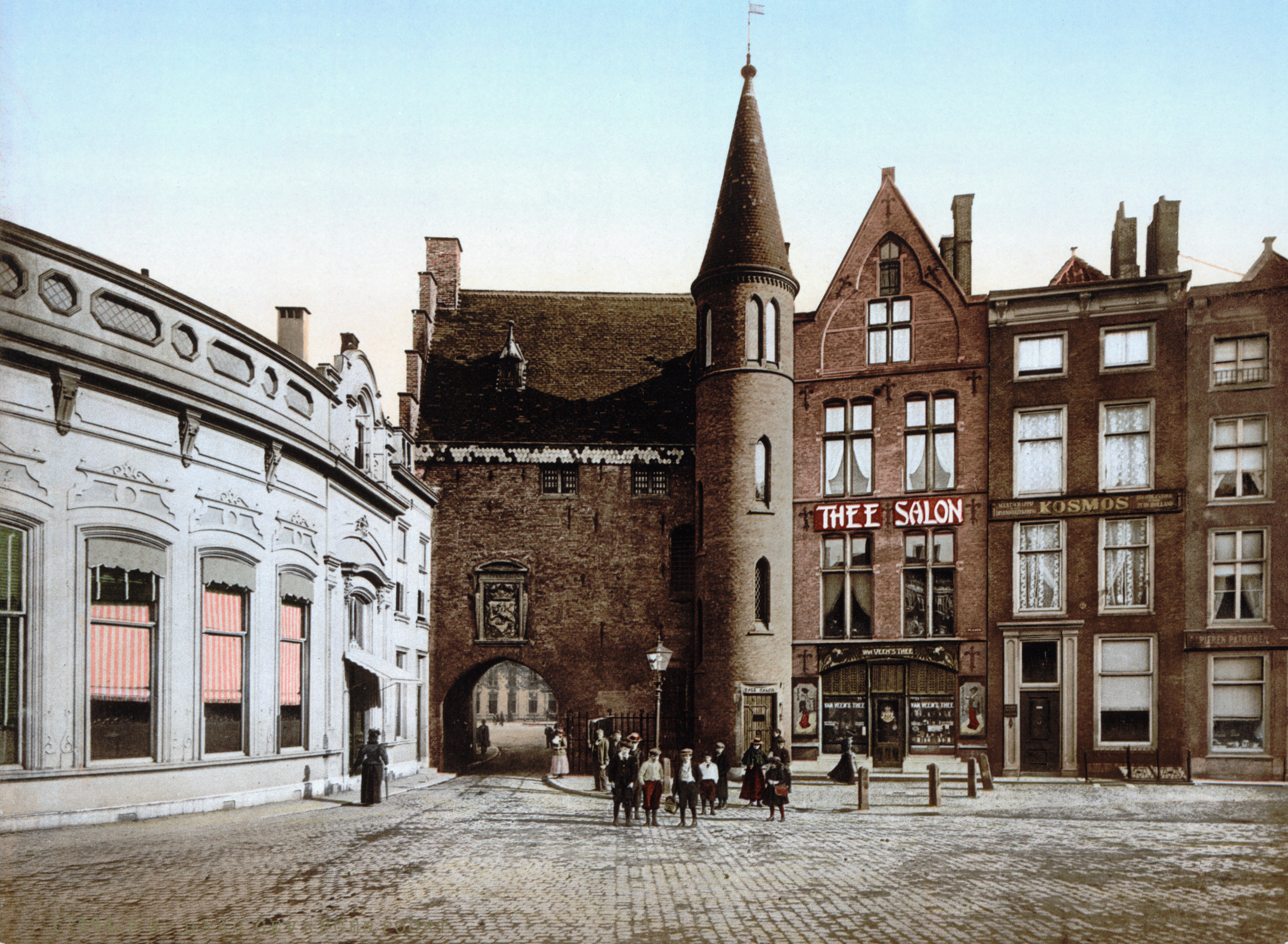
La porta nel 1900, con l'edificio della "Society" a sinistra affacciato sull'Hofvijver
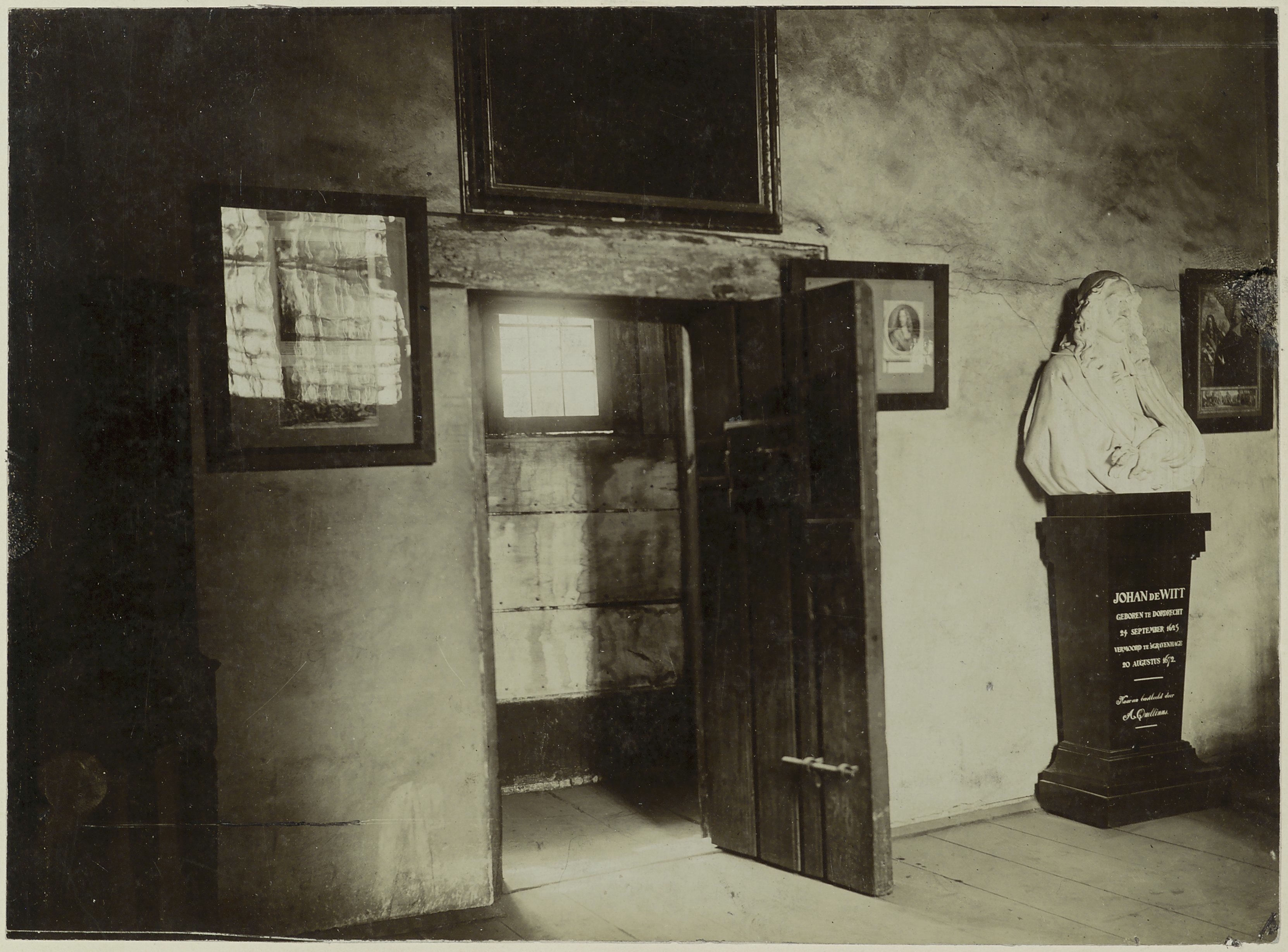
Ex stanza del museo, con un busto di Johan de Witt, prima del restauro
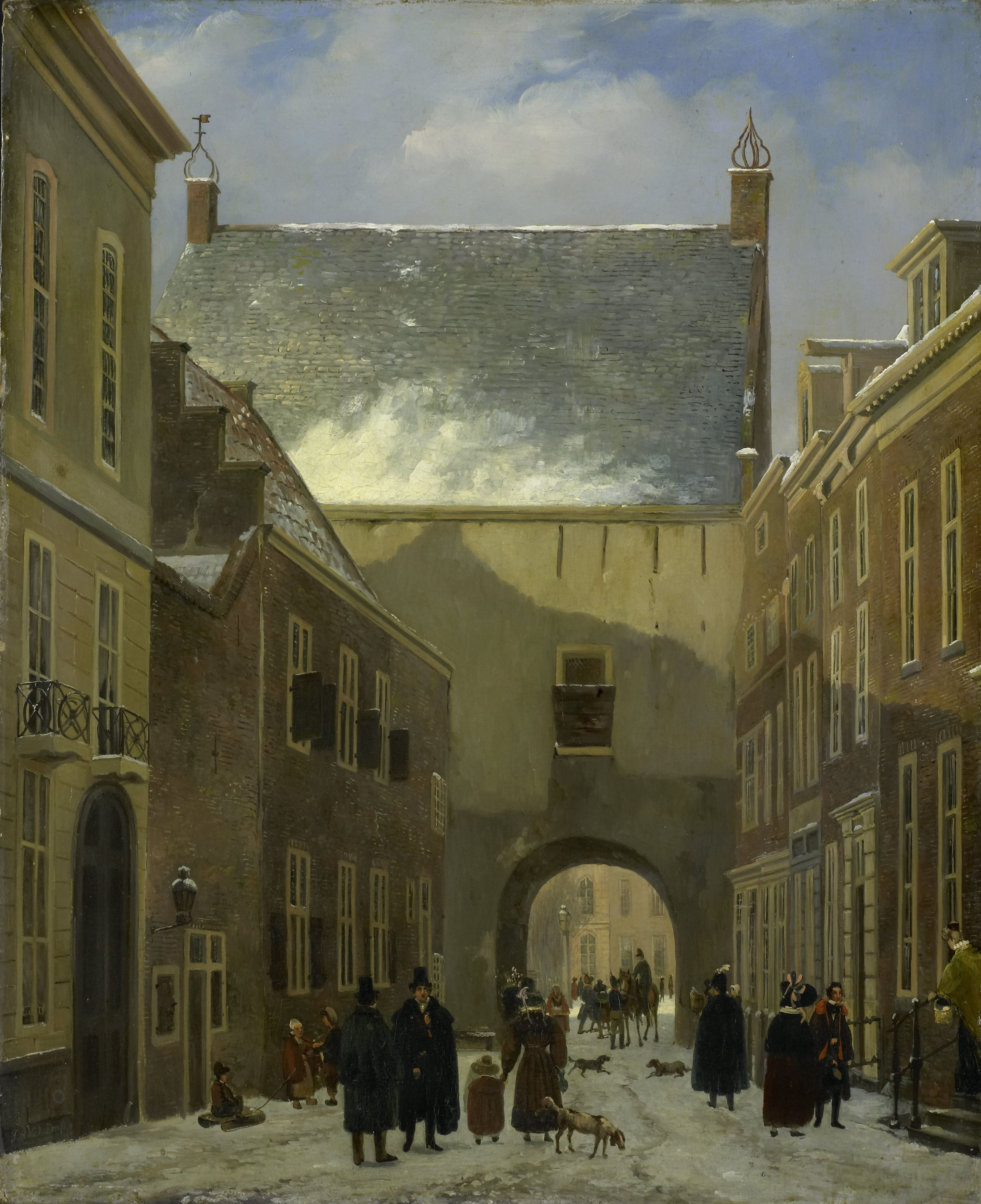
De Gevangenpoort te Den Haag di Johannes Adrianus van der Drift (circa 1820-1830)
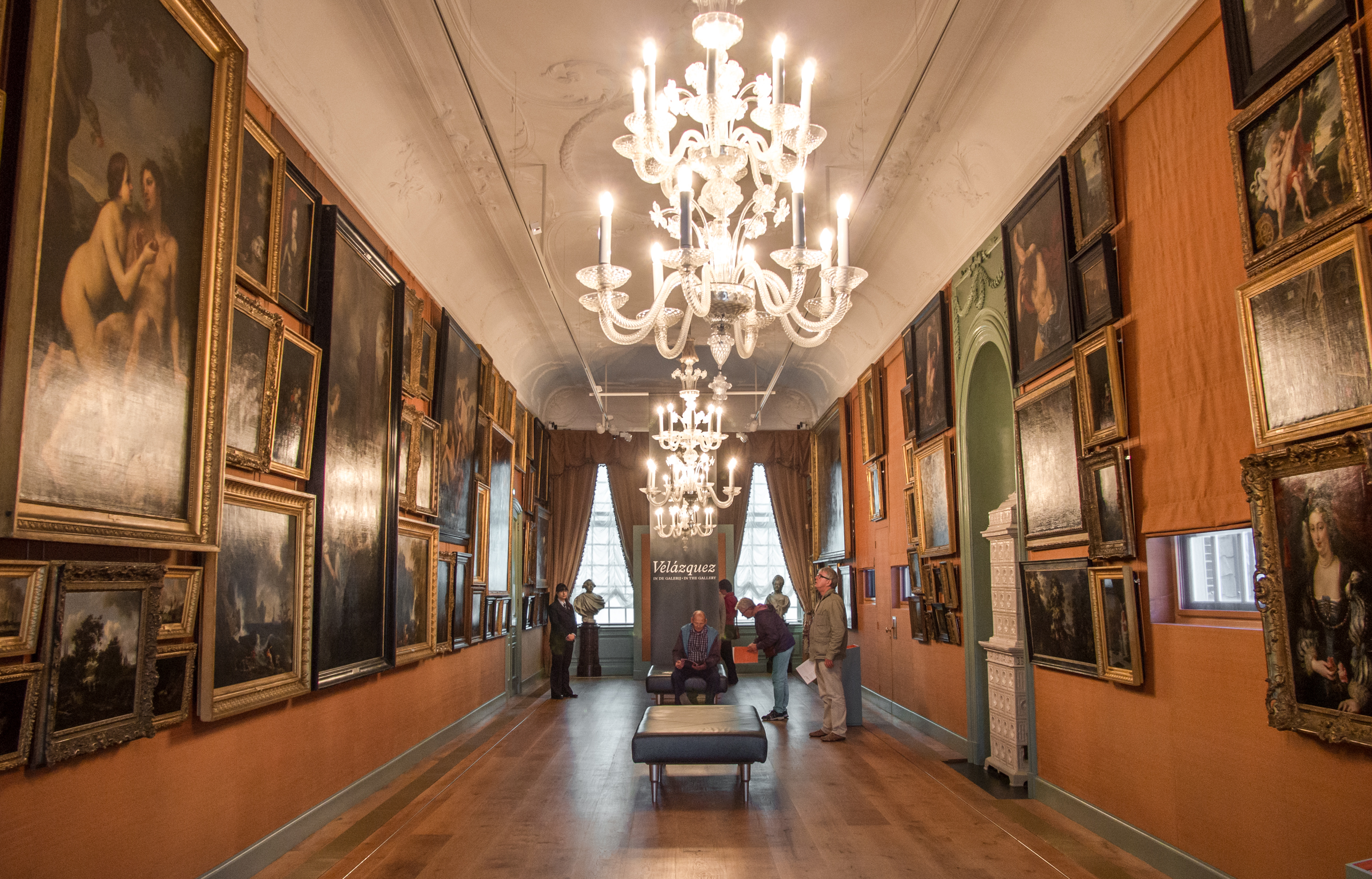
Interno della Galerij Prins Willem V.